# Publius Rutilius Rufus
Publius Rutilius Rufus, né vers -158 et mort en exil vers -78, est un homme politique, un orateur et un historien de la République romaine, plusieurs fois légat et consul en -105

## Famille
Il est membre de la famille plébéienne des Rutilii.
Son épouse, Livia, est décédé à l'âge de 97 ans.
Sa sœur épouse Lucius Aurelius Cotta, consul en 119 av. J.-C. Le couple a trois fils : Caius, Marcus et Lucius, qui seront tous trois consuls respectivement en 75, 74 et 65 av. J.-C. ; ainsi qu'une fille, Aurelia qui sera la mère de Jules César.
Il naît vers 158 av. J.-C.

## Biographie

### Début de carrière
De 134 à 132, il commence sa carrière militaire comme tribun militaire sous Scipion Émilien devant Numance,, à l'instar de Caius Marius.
Il gravit les échelons du cursus honorum à l'époque des Gracques, puis devenant probablement préteur en l'an 119 ou 118 au plus tard selon les dispositions de la lex Villia.
En 115, il est candidat aux élections consulaires, mais perd face à Marcus Caecilius Metellus et Marcus Aemilius Scaurus. Il poursuit ce dernier pour corruption et brigue électorale. Scaurus poursuit Rufus à son tour avec la même accusation. Les deux accusations échouent.
En 113, il est membre d'une ambassade envoyée en Crète pour aider à mettre fin à certains conflits internes entre les différentes villes de l'île.
De 109 à 107, il est légat sous Quintus Caecilius Metellus, lors de la guerre contre Jugurtha en Numidie, avec Caius Marius. Il se distingue à la bataille du Muthul, où il fait face à une charge de l'ennemi commandé par Bomilcar et parvient à capturer ou à mutiler la plupart des éléphants de guerre des Numides. Lorsque Caius Marius se fait élire consul en 107 et s'arroge le commandement de la guerre en lieu et place de Metellus, ce dernier refuse de rencontrer son ancien légat et c'est Rutilius Rufus qui remet l'armée à Marius,,. Il retourne vraisemblablement à Rome peu de temps après, en tout cas avant la fin de la guerre en 105, puisqu'il est candidat aux élections consulaires qui se déroulent mi-106.

### Consulat (105)
En 105, il est consul avec Cnaeus Mallius Maximus. Rutilius Rufus prend en charge Rome et l'Italie. Ce dernier prend le commandement de l'armée romaine pour combattre les Cimbres et les Teutons en Gaule Narbonnaise. Après avoir attendu les renforts du proconsul Quintus Servilius Caepio, qui refuse d'être dans le même camp que lui et de coopérer, il subit une grave défaite à la bataille d'Arausio. Plus de 80 000 romains y sont tués. À Rome, on vit une période terrible de deuils. Rufus prend des mesures énergiques, exigeant un serment de tous les citoyens romains et italiens de se présenter en cas de mobilisation générale et envoyant dans tous les ports d'Italie des délégués pour empêcher tous les hommes de moins de trente-cinq ans de s'embarquer et quitter la péninsule. Il recrute neuf légions qu'il soumet à un entraînement poussé. Il fait voter une loi pour qu'il puisse nommer lui-même la moitié des tribuns militaires, en lieu et place du peuple. Finalement, les Germains se dirigent vers l'Hispanie et non vers l'Italie,.
Pendant son consulat, Valère Maxime rapporte que « la théorie du maniement des armes est enseignée aux soldats à partir du consulat de Publius Rutilius, collègue de Cnaeus Mallius. Sans qu'aucun général avant lui en a donné l'exemple, il fait venir des maîtres de gladiateurs de l'école de Cnaeus Aurelius Scaurus et naturalise dans nos légions une méthode plus précise de parer et de porter les coups. Il combine ainsi le courage et l'art militaire, de manière à les fortifier l'un par l'autre, le premier ajoutant sa fougue au second et apprenant de lui à savoir se garder ».

### Légat en Asie (94) et exil (92-78)
En 94, il est légat de Quintus Mucius Scævola en Asie. En aidant son supérieur dans ses efforts de protection des provinciaux contre les extorsions des sociétés de publicains, fermiers de la perception des impôts, Rufus s'attire la haine de l'ordre équestre,.
En 92, selon les auteurs antiques, il est accusé à tort de concussion, les membres du jury étant des chevaliers. Il est défendu par son neveu Caius Aurelius Cotta. Par stoïcisme, il refuse l'emploi de tout artifice oratoire pour sa défense et est condamné. Velleius Paterculus déclare sur cet épisode qu'il est « l'homme le plus vertueux non seulement de son siècle, mais de tous les temps, et qu'il est condamné à la grande douleur de toute la cité » et le résumé de l'histoire romaine de Tite-Live souligne « son extrême probité ». Cicéron le « met au rang des meilleurs et des plus vertueux citoyens ».
Il s'exile à Mytilène, puis à Smyrne, où il est accueilli avec les honneurs et où il passe le reste de sa vie, consacrée à l'étude. Il devient citoyen de la ville. Valère Maxime déclare à ce propos : « Néanmoins, si Publius Rutilius est, à la suite d'un complot de publicains, frappé d'une condamnation, ils ne peuvent le dépouiller de sa considération personnelle. Comme il se rend en Asie, toutes les villes de cette province envoient des députés à sa rencontre pour lui offrir un asile. Est-ce bien là un exil ? Vaudrait-il pas mieux dire un triomphe ? ». Il refuse de revenir à Rome lorsque Sylla le lui demande. « Chez Publius Rutilius, je ne sais ce que je dois apprécier davantage, de ses paroles ou de ses actes, car dans les unes et dans les autres il y a une vigueur admirable. Comme il résiste à une demande injuste d'un de ses amis, celui-ci lui dit dans un violent mouvement de colère : "Qu'ai-je à faire de ton amitié, si tu ne fais pas ce que je te demande ?" - "Et moi, répliqua Rutilius, qu'ai-je à faire de la tienne, s'il faut que pour toi je fasse une action contraire à l'honneur ?" Cette parole n'est point démentie par sa conduite dans les circonstances suivantes. Traduit en justice pour des rivalités de classes plutôt que pour une faute personnelle, il ne prend point des vêtements misérables, il ne quitte pas les marques distinctives du sénateur, il ne tend point les mains vers ses juges en se traînant à leurs genoux, il ne prononce pas une parole indigne de l'éclat de son passé ; enfin il fait voir que le péril, loin d'être l'écueil de son énergie, n'est qu'une épreuve qui la confirme. En outre, quoique la victoire de Sylla lui donne le moyen de rentrer dans sa patrie, il reste en exil pour ne rien faire de contraire aux lois. Aussi le surnom d'Heureux serait-il mieux justifié par le caractère d'un personnage si digne que par les victoires d'un ambitieux effréné : Sylla le prend par la force, Rutilius le mérite ».
François Hinard nuance cependant ce tableau des auteurs antiques. Si la gestion rigoureuse de Scævola et Rufus en Asie n'est pas remise en cause, et notamment le fait d'avoir mis fin aux exactions des publicains, les chevaliers composant le jury n'agissent peut-être pas uniquement par vengeance. Rufus, bon écrivain, passe son exil à écrire des livres pour régler ses comptes avec ses ennemis, et les auteurs antiques racontant son procès et sa condamnation s'inspirent peut-être un peu trop des œuvres de Rufus lui-même, ou de Cicéron, contemporain mais qui admire Rufus.
Il meurt à Smyrne en 78 av. J.-C. ou peu après.

## Formation et œuvres
Il a suivi les enseignements du philosophe grec Panétius et a adopté le stoïcisme. Il s'intéresse à l'astronomie. Il a écrit sa biographie, divers discours et des ouvrages d'histoire en grec, dont une vie de Scipion Émilien, citée par Isidore de Séville. Son œuvre historique est encore connue de Plutarque, qui l'utilise comme source pour sa Vie de Marius.
En 78, alors que Rutilius Rufus est malade, Cicéron vient lui rendre visite à Smyrne, et en fait en 54 un des protagonistes des dialogues du De Republica.
Le De viris illustribus, célèbre manuel de latin rédigé par l'abbé Lhomond au XVIIIe siècle, lui consacre une notice.